# Тарн (река)
Тарн (фр. Tarn) је река у Француској. Дуга је 380 km. Улива се у Гарону. 